# Melissa Jiménez (Sängerin)
Melissa Jiménez (* 14. April 1984 in Queens, New York City), Künstlername MJ, ist eine US-amerikanische Sängerin und Songwriterin, die in Fort Lee, New Jersey aufwuchs.

## Leben
Melissa Jiménez ist die Tochter einer griechischen Mutter (Maria Anagnostos) und eines mexikanischen Vaters (Horacio Jiménez). Durch ihre musikalischen Eltern wurde sie bereits früh an die Musik herangeführt. Im Alter von 14 Jahren nahm sie den Platz ihrer Mutter als führende Sängerin im Orchester ihres Vaters ein.
MJ nahm an der sechsten Staffel der US-amerikanischen Castingshow „The Voice“ und später auch an deren mexikanischem Äquivalent „La Voz México“ teil. Ferner sang sie die amerikanische Nationalhymne im New Yorker Madison Square Garden anlässlich des Boxkampfes zwischen Miguel Cotto und Zab Judah sowie im Gedenken an die Terroranschläge am 11. September 2001 das Lied Amazing Grace in der St. Patrick’s Cathedral.
Zu ihren bekanntesten künstlerischen Aufnahmen zählt der mit Wyclef Jean aufgenommene Tributsong für Selena sowie das mit den von Selenas Bruder A. B. Quintanilla gegründeten Kumbia All Starz produzierte Lied Rica Y Apretadita.